# 松葉会
松葉会（まつばかい）は、東京都台東区に本部を置く博徒系指定暴力団。構成員は2023年末の時点で約300人。その勢力範囲は関東以北の1都7県に及ぶ。1994年2月、東京都公安委員会から指定暴力団に指定された。

## 歴史
1936年（昭和11年）、談合屋の河合徳三郎門下の関根賢が、東京墨田、江東方面の博徒や愚連隊を糾合し、土建業「関根組」の看板を掲げた。
1953年（昭和28年）3月に、藤田卯一郎が関根組幹部だった久野益義、田山芳徳、木津政雄、和泉武、武井紀義、山中吾一（後の榎戸一家五代目）らとともに、旧関根組と旧藤田組の組員を集めて松葉会を結成した。藤田卯一郎が初代会長に就任した。1959年（昭和34年）9月、政治結社届出。
1960年（昭和35年）4月2日、毎日新聞東京本社を襲撃。組員19名が発煙筒を焚き、机や椅子を投げ、書類を荒らしまわり、輪転機に砂を掛けるなど暴れ回った。毎日がヤクザと自民党議員の腐れ縁を書いた事に対する報復であった。このことは国会でも問題になり、当時の首相岸信介は「松葉会と自民党が関係があるようなお話がありましたが、関係はございません」と答弁した。
警察による頂上作戦で藤田会長をはじめとした幹部が逮捕されたことで1965年（昭和40年）9月20日に一度は解散が宣言されるも、1968年（昭和43年）に藤田が死去すると佐藤栄助は旧松葉会一門を糾合し松友会を結成。
1973年（昭和48年）4月に銀座の菊池徳勝を会長として「松葉会」として復活した。
1996年（平成8年）3月、極東会会長・松山眞一（曹 圭化）と、松葉会の牧野国泰（李 春星）は親戚の血縁盃を交わした。
2009年（平成21年）3月、跡目問題をめぐり主流派と反主流派との内紛状態になり、反主流派は4月に『松葉会同志会』を結成した。
同年6月、牧野国泰が引退し、牧野会長を五代目会長と改め、会長代行・荻野義朗が六代目会長に就任した。
2014年3月、荻野義朗が「総裁」に就任し、伊藤芳将が七代目会長に就任した。
就任に際し、現会長の就任を承認しないグループにより「松葉会関根組」（2017年、関東関根組に改称）が結成された。
2020年5月、総裁の荻野義朗が死去。

## 歴代会長
- 初　代 - 藤田 卯一郎（上萬一家五代目総長）
- 二代目 - 菊地徳勝（藤友クラブ、菊地興業会長、初代菊地睦会長）
- 三代目 - 佐藤栄助（松友睦初代会長）
- 四代目 - 中村益大（藤友クラブ、初代中村睦会長）
- 五代目 - 牧野国泰（本名：李 春星、藤友連合会、大久保一家十代目総長）
- 六代目 - 荻野義朗（藤友連合会、大久保一家十一代目総長）
- 七代目 - 伊藤芳将（國井一家三代目、五代目総長、茨城松誠会会長）

## 組織
- 会長 - 伊藤芳将
- 理事長 - 関 孝司（助川一家七代目総長）
- 幹事長 - 小池清一（大久保一家十二代目総長）
- 本部長 - 荒井孝雄（白土一家三代目総長）
- 総務委員長 - 河基真治（上萬一家九代目総長）
- 組織委員長 - 郡司東光（鯉淵一家十三代目総長）
- 渉外委員長 - 小林富佐男（岡一家八代目総長）
- 風紀懲罰委員長 - 鈴木吾郎（菅野一家四代目総長）
- 諮問委員長 - 岡田裕嗣（榎戸一家十代目総長）
- 慶弔委員長 - 水野克観（國井一家特別相談役・伊藤二代目）
- 総本部局長 - 佐竹常機（佐竹一家初代総長）
- 会長室室長 - 菊地和浩（鎌ヶ谷一家総長）
- 会長付 - 荒川銃壱（國井一家本部長）
- 執行部理事 - 吉田龍起（三代目森谷一家総長）
- 執行部理事 - 吉井 正（芝之内一家七代目総長）
- 執行部理事 - 星野節也（大久保一家特別相談役・観音二代目）
- 執行部理事 - 伊藤 央（國井一家六代目総長）
- 常任相談役 - 石川勝男（國井一家特別相談役・沼田二代目）
- 理事長補佐 - 星野裕則（上州国定一家八代目総長）
- 理事長補佐 - 石引丈夫（木原一家四代目総長）
- 理事長補佐 - 小田部 正志（出羽家一家七代目総長）
- 理事長補佐 - 篠田 進（多摩川一家九代目総長）
- 理事長補佐 - 山口芳雄（和泉屋一家四代目総長）
- 相談役 - 橋本一男（助川一家総長代行・橋本組組長）
- 役員補佐 - 六波羅 智行（上萬一家理事長・萩原三代目・六波羅組組長）
- 役員補佐 - 岡田知久（榎戸一家理事長・二代目岡田組組長）
- 役員補佐 - 田中清一（鯉淵一家総本部局長）
- 役員補佐 - 荒井栄治（鯉淵一家統括長・黒羽根二代目荒井組組長）
- 役員補佐 - 平澤聡史（鯉淵一家理事長・小谷六代目平澤組組長）
- 役員補佐 - 赤木弘之（鯉淵一家幹事長・荻谷三代目赤木組組長）
- 役員補佐 - 永嶋政太郎（國井一家若頭）
- 役員補佐 - 佐川英吾（菅野一家総長代行）
- 役員補佐 - 古澤典之（蚕川一家四代目総長）

執行部副会長
- 執行部副会長 - 高橋英明（榎戸一家本部長）
- 執行部副会長 - 前原光吉（出羽家一家総長代行・二代目齊藤組組長）
- 執行部副会長 - 川村 祐一郎（出羽家一家幹事長・泉田二代目）
- 執行部副会長 - 島田隆三（榎戸一家幹事長）
- 執行部副会長 - 木戸栄一（中村二代目総長）
- 執行部副会長 - 牧野正英（一ノ関初代総長）
- 執行部副会長 - 三上昌一（大久保一家総長代行・伴内三代目・荻野連合四代目会長）
- 執行部副会長 - 中野 証（大久保一家幹事長・中野組組長）
- 執行部副会長 - 宮澤正人（宮澤一家幹事長・宮澤組組長）